# Deltarium
Deltarium es un Parque de Naturaleza y zoológico situado en el parque natural del Delta del Ebro.

## Historia
La idea de crear un parque especializado en hábitats de zonas húmedas surgió en 1987, de la mano del empresario barcelonés Enrique Hernández Pons y Antoni Jonch i Cuspinera, director durante treinta años del Parque Zoológico de Barcelona y director del Museu de Granollers.
Junto al paisajista Juan Miras i Morillas y el arquitecto Josep Barjoan i Sanz, elaboraron el primer "boceto" del parque, entonces denominado Zoo-Park Delta de l'Ebre.
Durante el año siguiente se realizó la búsqueda de los terrenos apropiados para una instalación de esas características, visitando diversas posibles localizaciones tanto en el hemidelta derecho como en el izquierdo, decidiéndose finalmente por unos terrenos de forma triangular y una superficie de 15 ha en el municipio de Deltebre, a escasos kilómetros de la desembocadura del río, situados entre la carretera T-340 que conduce a la urbanización de Riumar y el río Ebro.
A partir de entonces comenzaron los trámites legales para reconvertir lo que hasta entonces había sido arrozal, mediante una propuesta de plan especial urbanístico redactado por el arquitecto y urbanista Estanislao Roca Blanch.

## Instalaciones
La laguna

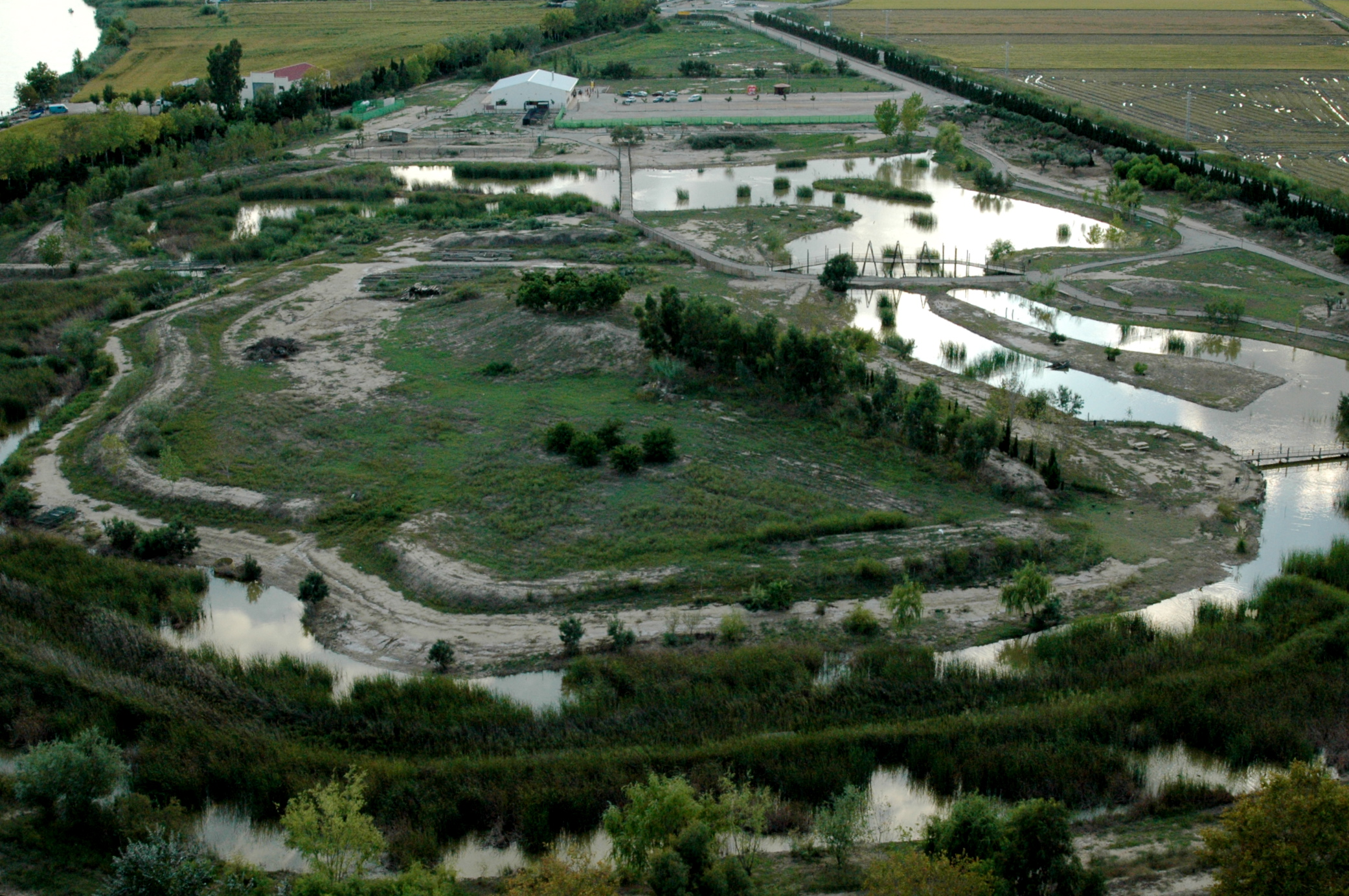
Vista aérea de la laguna.

El eje central de Deltarium es una laguna con una superficie de 40.000 m² y una profundidad media de 100 cm.

## Principales especies animales

### Aves
- Ánade real (Anas platyrhynchos)
- Pato colorado (Netta rufina)
- Ánade silbón europeo (Anas penelope)
- Rabudo europeo (Anas acuta)
- Porrón europeo (Aythya ferina)
- Pato cuchara (Anas clypeata)
- Cisne blanco (Cygnus olor)
- Ánsar común (Anser anser)
- Ganso de Hawái (Branta sandvicensis)
- Polla de agua (Gallinula chloropus)
- Emú (Dromaius novaehollandiae)
- Pavo real (Pavo cristatus)
- Faisán común (Phasianus colchicus)
- Pollo de raza Prat (Gallus gallus)
- Gallina Empordanesa (Gallus gallus)
- Gallina Penedesenca (Gallus gallus)
- Gallina sedosa del Japón (Gallus gallus)
- Pavo común (Meleagris gallopavo)

### Mamíferos
- Asno (Equus asinus)
- Cerdo vietnamita (Sus scrofa domestica)
- Cabra enana (Capra aegagrus hircus)

## Principales especies vegetales
- Sauce (Salix alba)
- Sauce llorón (Salix babylonica)
- Sauce matsudana (Salix matsudana)
- Mimbrera (Salix fragilis)
- Chopo (populus alba)
- Álamo blanco (Populus alba)
- Taray (Tamarix )
- Aliso (Alnus glutinosa)
- Olivo(Olea europaea)
- Algarrobo (Ceratonia siliqua)
- Fresno (Fraxinus angustifolia)
- Fresno de flor (Fraxinus ornus
- Agnocasto (Vitex agnus-castus)
- Adelfa (Nerium oleander)
- Árbol del paraíso (Eleagnus angustifolia)
- Olmo (Ulmus minor)
- Árbol del amor (Cercis siliquastrum)
- Morera (Morus alba)
- Pino piñonero (Pinus pinea)
- Pino carrasco (Pinus halepensis)
- Aligustre (Ligustrum vulgare)
- Encina (Quercus ilex)
- Mostajo (Sorbus aria)
- Eucalipto (Eucalyptus ssp. )